# Scopula rubrocinctata
Scopula rubrocinctata is een vlinder uit de familie van de spanners (Geometridae). De wetenschappelijke naam van de soort is voor het eerst geldig gepubliceerd in 1857 door Guenée.